# Fernandel
Fernandel eller Fernand Joseph Désiré Contandin (8. maj 1903 – 26. februar 1971) var en fransk skuespiller. 
Han medvirkede i en del farcer, men også i alvorligere film, bl.a. Julien Duviviers Et balkort (1937). 
Han var mest kendt og elsket for sin rolle som Don Camillo i filmatiseringer af romanserien om den katolske præst i en mindre, Norditaliensk by og hans kamp mod en kommunistisk borgmester. Den første film i serien er Don Camillos lille verden (1952).